# Södra strandverket

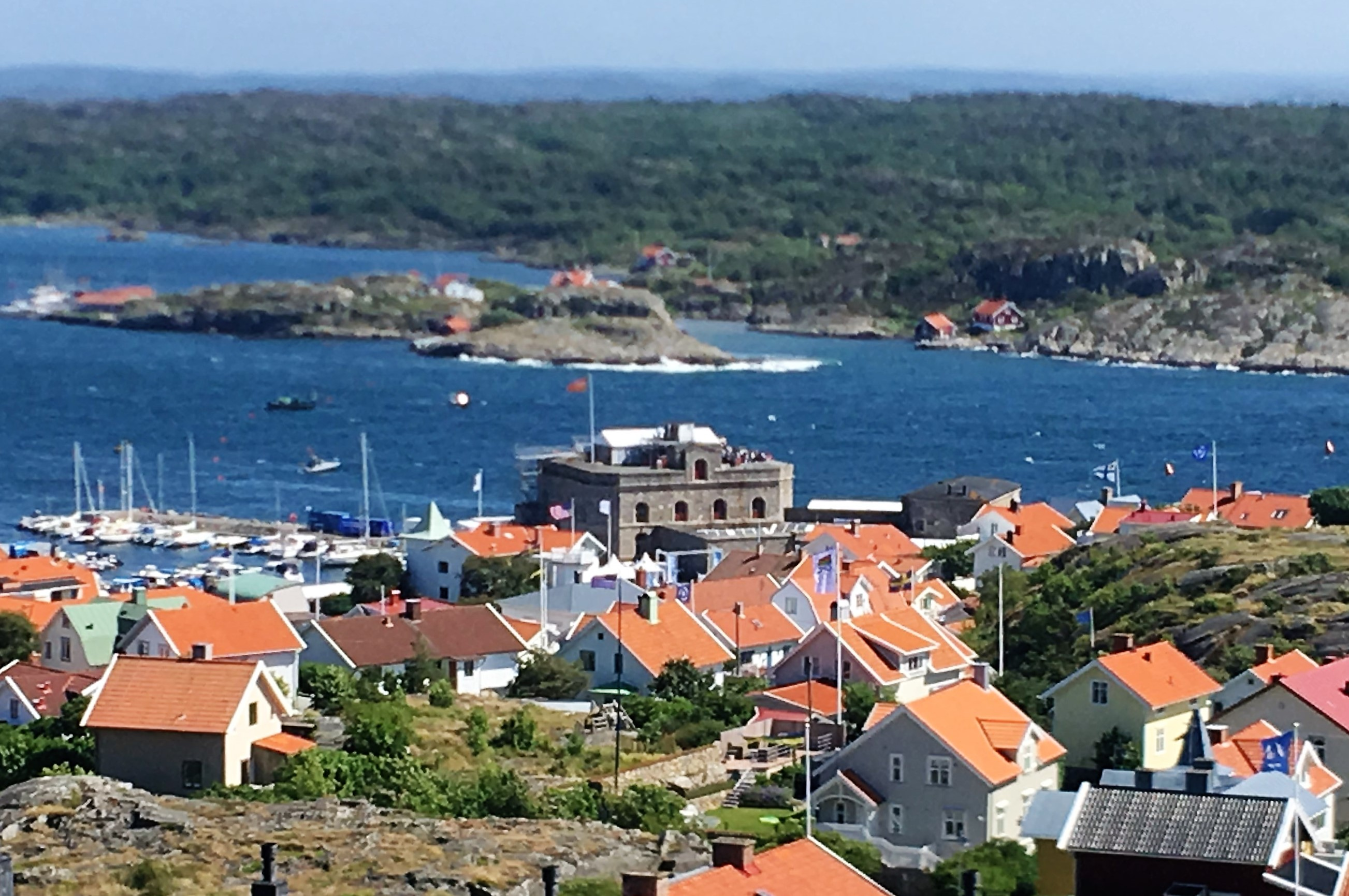
Södra strandverket, beläget vid södra inloppet till Marstrands hamn.

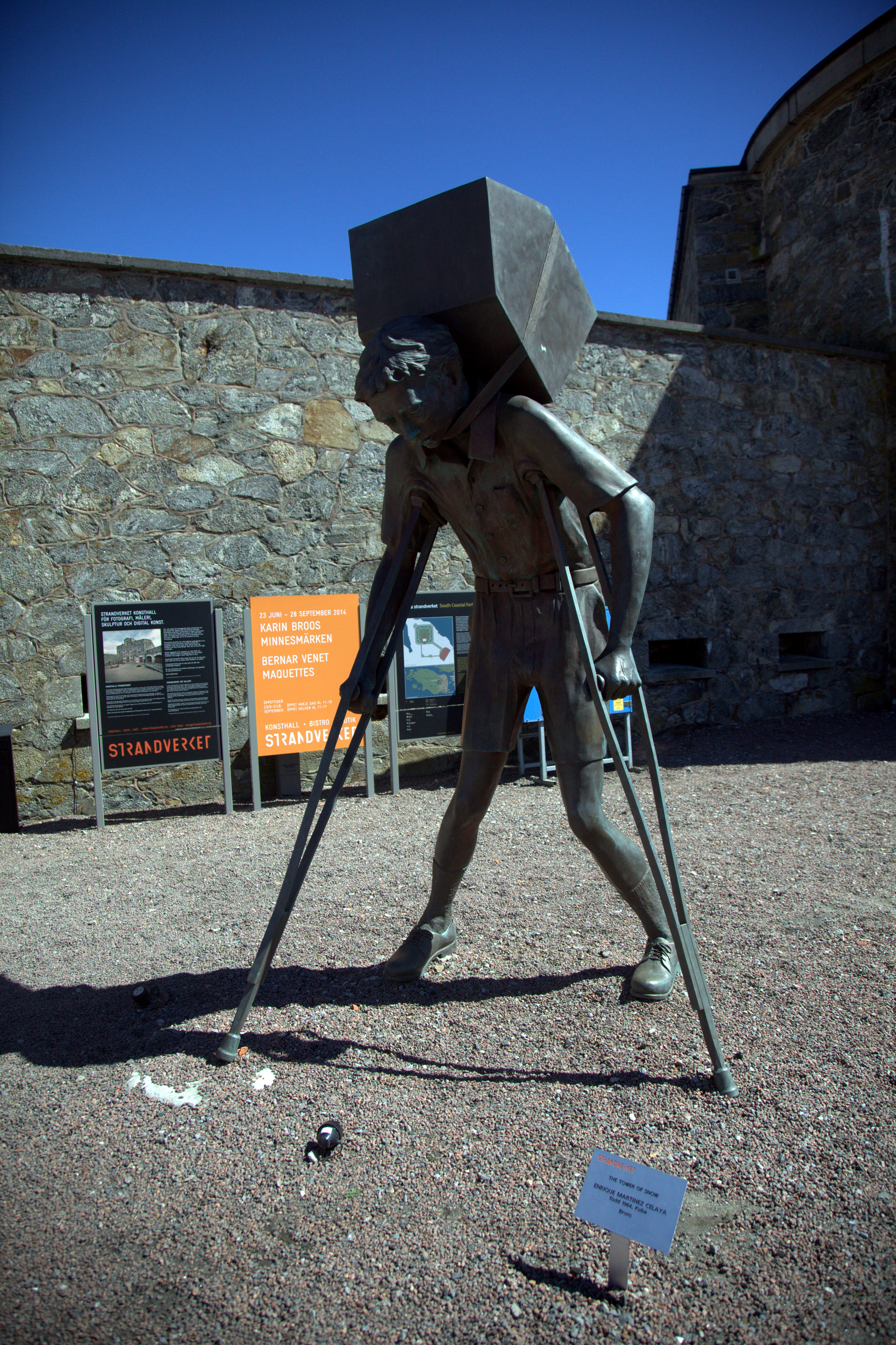
Bronsskulpturen The tower of snow av Enrique Martinez Celaya. Utställning på Strandverkets konsthall (2014).

Södra strandverket är en före detta försvarsanläggning på Marstrandsön i Kungälvs kommun, Bohuslän, byggd 1852−1857 i syfte att ersätta äldre kanonbatterier som Gustavsborg och stärka försvaret av södra inloppet till Marstrands hamn. Både Södra strandverket och Karlstens fästning avfördes 1882 från rikets fasta försvar. Anläggningen är statligt byggnadsminne sedan den 25 januari 1935.

## Strandverkets konsthall
I byggnaden finns en konsthall där det visas samtidskonst inom främst fotografi och skulptur. Konsthallen öppnade 2012 och hade då tidningsmannen Peter Hjörne som huvudfinansiär. I december 2017 beslutade Kungälvs kommun om nedläggning, ett år efter att kommunen tagit över verksamheten för att "säkerställa konsthallens fortlevnad". Numera drivs konsthallen av en ekonomisk förening som drivs av näringslivet Kungälv/Marstrand. 